# Scott Hicks

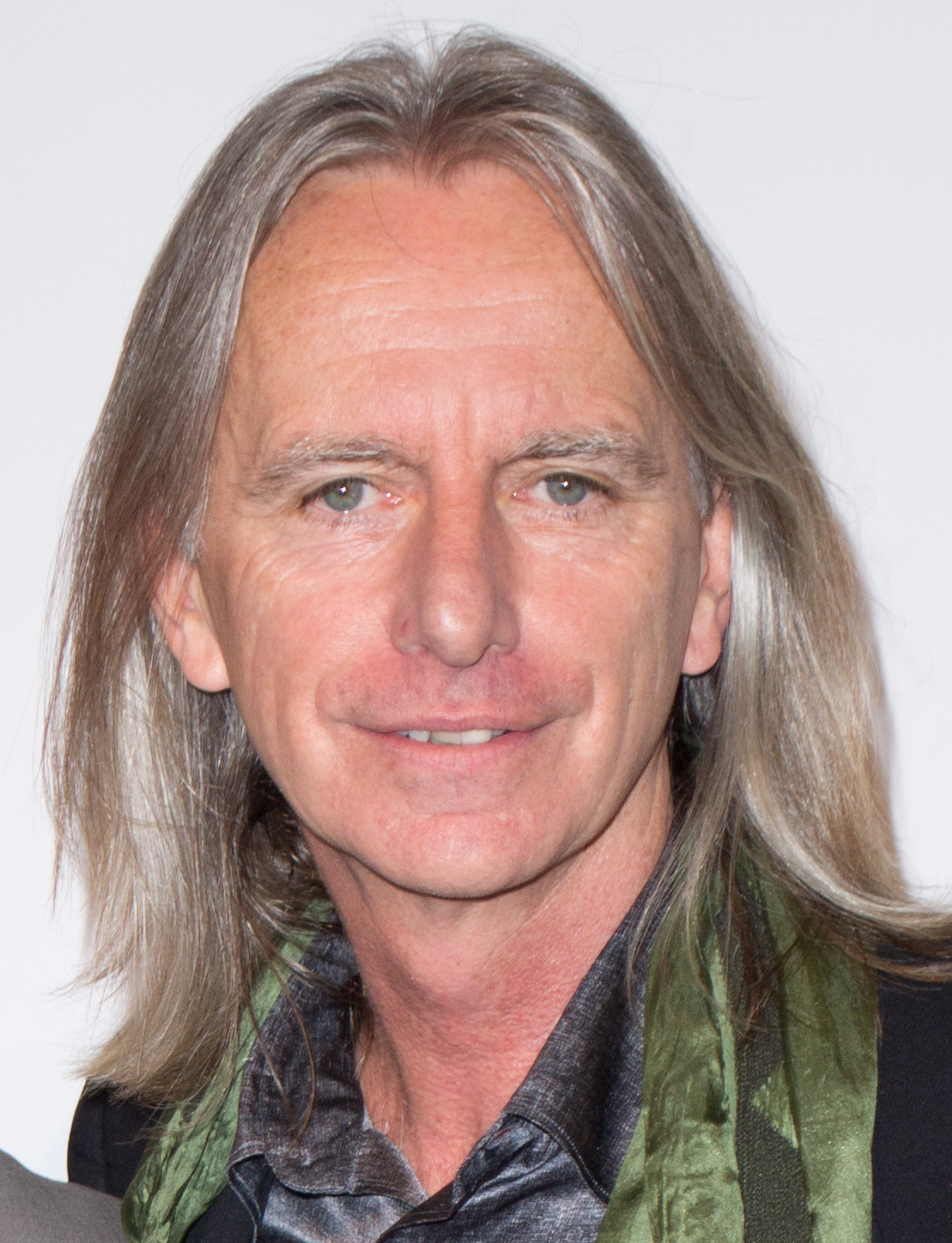
Scott Hicks (2012)

Scott Hicks (* 4. März 1953 in Uganda) ist ein australischer Filmregisseur und Drehbuchautor. Bekannt wurde er insbesondere durch seinen oscarnominierten Film Shine – Der Weg ins Licht (1996).

## Leben
Hicks, geboren und aufgewachsen in Ostafrika, absolvierte 1975 ein Studium an der Flinders University, South Australia (BA Honors) und wurde 1997 Ehrendoktor. Er lebt mit seiner Frau, der Produzentin Kerry Heysen, in Adelaide, South Australia. Sie haben zwei Söhne, Scott und Jethro.

## Ehrungen
Für Shine – Der Weg ins Licht war er 1997 in den Kategorien Beste Regie und Bestes Drehbuch für einen Oscar und von der BAFTA in der Kategorie Bester Film nominiert.

## Filmografie (Auswahl)
Regie
- 1974: The Wanderer
- 1975: Down the Wind
- 1982: Freedom
- 1985: The INXS: Swing and Other Stories (Dokumentarfilm)
- 1986: Call Me Mr. Brown
- 1988: Sebastian und der Spatz (Sebastian and the Sparrow)
- 1991: Finders Keepers (Fernsehserie, 4 Episoden)
- 1993: Submarines: Sharks of Steel (Dokumentarfilm)
- 1994: The Space Shuttle (Fernsehfilm)
- 1996: Shine – Der Weg ins Licht (Shine)
- 1999: Schnee, der auf Zedern fällt (Snow Falling on Cedars)
- 2001: Hearts in Atlantis
- 2007: Rezept zum Verlieben (No Reservations)
- 2007: Glass: A Portrait of Philip in Twelve Parts (Dokumentarfilm)
- 2009: The Boys Are Back – Zurück ins Leben (The Boys Are Back)
- 2012: The Lucky One – Für immer der Deine (The Lucky One)
- 2015: Highly Strung (Dokumentarfilm)
- 2016: Fallen – Engelsnacht (Fallen)
- 2023: The Musical Mind: A Portrait in Process (Dokumentarfilm)
- 2023: My Name’s Ben Folds – I Play Piano (Dokumentarfilm)

Drehbuch
- 1974: The Wanderer
- 1986: Call Me Mr. Brown
- 1988: Sebastian und der Spatz (Sebastian and the Sparrow)
- 1991: Finders Keepers (Fernsehserie, 1 Episode)
- 1993: Submarines: Sharks of Steel (Dokumentarfilm)
- 1994: The Space Shuttle (Fernsehfilm)
- 1996: Shine – Der Weg ins Licht (Shine)
- 1999: Schnee, der auf Zedern fällt (Snow Falling on Cedars)
- 2015: Highly Strung (Dokumentarfilm)
- 2023: The Musical Mind: A Portrait in Process (Dokumentarfilm)
- 2023: My Name’s Ben Folds – I Play Piano (Dokumentarfilm)